# Ulf den oarge
Ulf den oarge eller Ulf den orädde (Úlfr inn óargi) var en herse (hövding) som levde på 700-talet i Namdalen i Norge. Han var far till Hallbjörn halvtroll och dennes syster Hallbera (Egil Skallagrimssons fars farmor), och var följaktligen stamfar till Myramännen, en av de största skaldeätterna i Norge och på Island. I Skáldatal B (Codex Upsaliensis) omtalas att Ulf under loppet av en enda natt diktade en drapa om sina egna bedrifter. Han var klar strax innan det dagades, och då dog han. Drapan har inte bevarats, men är det äldsta hjältekväde av en namngiven diktare som finns omnämnt.
En liknande "dödssång" har tillskrivits Ulf den oarges sonsons sonson Orvar Odd, som på sitt dödsläger – sedan han blivit biten av en giftorm – i all hast diktade ett kväde på fornyrðislag om sina egna hjältedater. Han dog efter den 71:a strofen. Kvädet brukar kallas Ævidrápa Ǫrvar-Odds, men är inte en drapa i egentlig mening.